# الخطيئة السابعة (فلم)
الخطيئة السابعة  فيلم دراما مصري للمخرج عبد اللطيف زكي عام 1996 عن قصة رفعت بيبرس، كتب السيناريو والحوار محمد الباسوسي. الفيلم من بطولة فاروق الفيشاوي، فاتن فريد، عايدة رياض، الشحات مبروك، فؤاد خليل، وخليل مرسي  وتدور الأحداث حول شوكت وزوجته صافي سيدة الأعمال السياحية الناجحة وخيانته لها مع خادمتها وإنهيار أعماله وتحوله إلى قاتل.
صدر الفيلم إلى دور العرض المصرية في 14 سبتمبر 1996.
منح موقع قاعدة بيانات الأفلام العربية «السينما.كوم» الفيلم درجة 5.2/ 10.

## طاقم التمثيل
فاروق الفيشاوي: في دور شوكت
فاتن فريد: في دور صافي (زوجة شوكت)
عايدة رياض: في دور جميلة (خادمة بيت شوكت وصافي)
الشحات مبروك: في دور المهندس مجدي
فؤاد خليل: في دور حسونة (بائع العسلية وزوج جميلة)
خليل مرسي: في دور خليل (زوج خالة جميلة)
علية الجباس: في دور خالة جميلة
مدحت رزق: في دور حسن (رجل أمن الفندق)
ياسمين: في دور الطفلة هند شوكت
بالاشتراك مع: شمس الدين – نادية شمس الدين – سيد مصطفى – زينة منصور – حمدي يوسف – حسين الشريف – علاء سعيد (بطل الملاكمة) 

## أحداث الفيلم
يعيش رجل الأعمال شوكت (فاروق الفيشاوي) مع زوجته صافي (فاتن فريد) الخبيرة السياحية، والتى صنعت منه نجما في مجال السياحة، واهم ابنة صغيرة هي هند (ياسمين). كان شوكت يميل جنسيا إلى النساء من الطبقة الفقيرة، ويحاول أن يجعل زوجته صافي ترتدي ملابسهن، مثل الملاية اللف والألوان البلدي الفاقعة، ولكنها ترفض. تعيش جميلة (عايدة رياض)، الخادمة اللعوب مع زوجها حسونة (فؤاد خليل) بائع العسلية المدمن والعاجز جنسيا، ومع خالتها (علية الجباس) وزوجها خليل (خليل مرسي) بائع الكوارع. تعمل جميلة في خدمة صافي وبيتها وابنتها، ولكنها تحاول إغراء شوكت، الذي يجد في جميلة بغيته جنسيا، خصوصا وأن زوجته صافي مشغولة بالسفر دائماً لمشروع بناء قرية سياحية جديدة. يعهد شوكت إلى المهندس مجدي (الشحات مبروك) بالإشراف على المشروع، وتجد جميلة الفرصة لإغواء الرجل القوي، خصوصا أن شوكت كثيراً ما يشرب الخمر. في نفس الوقت يلاحظ رجل أمن الفندق حسن (مدحت رزق) سلوك جميلة المشين مع مجدي ومع شوكت، فيقوم باغتصابها. تصبح جميلة في علاقة مع ثلاث رجال، وعندما تحمل، يقع اختيارها على شوكت لتخبره بحملها. تعرف صافي بالأمر، وتحاول إصلاح الأمور حتى تنقذ جميلة من ورطتها خصوصا وأن زوجها حسونة عاجز جنسيا، وتسارع بالذهاب إلى حسونة وتقدم له مبلغا كبيراً لكي يطلق جميلة، ثم راحت تطلب من زوجها شوكت أن يتزوج من جميلة، وتشترط علية إما الزواج أو فسخ علاقة العمل بينهم. يرضخ شوكت، وهنا تطلب صافي منه الطلاق بإصرار، فيطلقها ويعيش مع جميلة. يزاد إدمان شوكت للخمر تتدهور حالته، ويبدأ في خسارة أعماله السياحية. يتقرب المهندس مجدي من صافي، ولكنها تبتعد عنه وقد عرفت علاقته السابقة مع جميلة التي كانت تهدده بعلاقته السابقة معها. يخسر مجدي بطولة الملاكمة بسبب علاقته بجميله، بينما تخبر صافي زوجها السابق شوكت أن ابن جميلة ليس ابنه، بل ابن المهندس مجدى. يثور شوكت ويرسل خليل لقتل جميلة مقابل 50 ألف جنيه، ولكنه يصيبها ويفشل في قتلها، وتلقي الشرطة القبض عليه. يقوم شوكت بقتل جميلة التي تعترف له قبل موتها أن الجنين الذي في بطنها هو ابنه. يفوز مجدي ببطولة الملاكمة، وتسافر صافي للخارج بصحبة ابنتها هند لمتابعة أعمالها.

## وصلات خارجية
- مقالات تستعمل روابط فنية بلا صلة مع ويكي بيانات
- الخطيئة السابعة على موقع الدهليز
- الخطيئة السابعة على موقع كاروهات

https://www.themoviedb.org/movie/619870 الخطيئة السابعة (فيلم)
https://letterboxd.com/film/the-seventh-sin-1996/ الخطيئة السابعة (فيلم)